# مسجد أمير المؤمنين
مسجد أمير المؤمنين هو مسجد تاريخي يعود إلى عصر القاجاريون، ويقع في بروجرد.